# Diadasia tuberculifrons
Diadasia tuberculifrons är en biart som beskrevs av Timberlake 1939. Diadasia tuberculifrons ingår i släktet Diadasia och familjen långtungebin. Inga underarter finns listade i Catalogue of Life.